# Sumahama
«Sumahama» es una canción escrita por Mike Love destinada a un álbum solista suyo llamado First Love de 1978. Cuando el proyecto fracasó, la canción fue regrabada para la banda de rock estadounidense The Beach Boys y editada en su álbum L.A. (Light Album) de 1979. La edición original en LP de la canción en Estados Unidos de presentó una versión de "Sumahama" cuyo desvanecimiento ocurría durante el último verso japonés, por lo que no aparecía el final instrumental presente en la versión posterior de sencillo. En la reedición en CD del álbum apareció la canción en su versión más larga. La versión LP original estadounidense de la canción fue de aproximadamente cuatro minutos y siete segundos. Fue lanzado como sencillo en el Reino Unido con "Angel Come Home" en el lado B, alcanzó el puesto 45. En los Estados Unidos apareció como lado B del sencillo "It's a Beautiful Day". Se editó en las compilaciones británicas Platinum Collection: Sounds of Summer Edition de 2005 y en la edición europea de The Greatest Hits - Volume 3: Best of the Brother Years 1970-1986 de 2000.